# جوجوق مرجانلی
جوجوق مرجانلی (ترکی آذربایجانی: Cocuq Mərcanlı) یک منطقهٔ مسکونی در جمهوری آذربایجان است که در شهرستان جبراییل، از توابع قره‌باغ کوهستانی قرار دارد.

## اطلاعات کلی
در سال ۱۹۹۳، در جریان جنگ قره باغ، ارتش ارمنستان پس از به دست آوردن کنترل تپه‌های مجاور، روستای جوجوق مرجانلی را تحت تصرف خود درآورد. نظامیان ارمنستان این روستا را به مدت چهار ماه تحت کنترل خود نگه داشتند و در طی این مدت آن را ویران کردند.به تبع اینکه قادر به ادامه تصرف نشدند، به مواضع خود در تپه‌های هم‌جوار عقب‌نشینی کردند.
در دوره پسا آتش‌بس، به دلیل وجود درگیری‌های گاهگاهی و خطرات جانی، هیچ‌کسی یا فردی به جز مردی به اسم «اوقتای هزی‌اف» در این منطقه مسکونی حاضر به ادامه زندگی کردن نشد، که این امر نیز منجر به تبدیل روستا به منطقه بی‌طرف گردید.
ارتش جمهوری آذربایجان در جریان درگیری‌های ۲۰۱۶ جمهوری آذربایجان و ارمنستان لهله‌تپه که در فاصله ۲٫۹ کیلومتری از سمت شمال غربی جوجوق مرجانلی قرار گرفته‌است، را آزاد کرد، که در نتیجه آن، روستا از خط مقدم جبهه دور شد و امکان دسترسی امن به این منطقه مسکونی فراهم آمد.
۷ آوریل ۲۰۱۶، آوارگان جوجوق مرجانلی برای اولین بار در طی ۲۳ سال گذشته از ده خود بازدید کردند. در ژانویه سال ۲۰۱۷، دولت جمهوری آذربایجان ۲ میلیون یورو در راستای بازسازی روستا اختصاص داد. تا دیدن الهام علی‌اف، رئیس‌جمهوری آذربایجان از جوجوق مرجانلی در ژوئن ۲۰۱۷، نه تنها ۵۰ خانه و یک مدرسه در روستا ساخته شده بود، بلکه جاده‌ها آسفالت و لوله‌های انتقال گاز به خانه‌ها نیز احیاء شده بودند.
گزارش‌های منتشره در سپتامبر ۲۰۱۷، حکایت از آن داشتند، که سکنه جوجوق مرجانلی دارند به روستای خودشان بازمی‌گردند و ۱۰۰ خانه دیگر در حال ساخت می‌باشد.
جوجوق مرجانلی هم‌اکنون تنها روستای شهرستان جبراییل است، که به‌طور کامل تحت کنترل نیروهای مسلح جمهوری آذربایجان قرار دارد.
در سال ۲۰۱۸ جمعیت روستا به ۱٬۴۲۸ نفر رسیده است